# Pycreus bipartitus
Pycreus bipartitus là loài thực vật có hoa trong họ Cói. Loài này được (Torr.) C.B.Clarke miêu tả khoa học đầu tiên năm 1908.